# UP M-10004
Der UP M-10004 war ein im Mai 1936 bei der Union Pacific Railroad (UP) in Dienst gestellter, stromlinienförmig gestalteter elfteiliger Schnelltriebwagen mit dieselelektrischem Antrieb für den transkontinentalen Verkehr. Er war der vierte Stromlinienzug der UP und zugleich der erste mit einem Triebkopf im futuristischen „Automotive-Design“, das in seinen Grundzügen wegweisend für die Formgebung die amerikanischen Einrichtungsdiesellokomotiven der folgenden drei Jahrzehnte werden sollte.

## Technische Beschreibung
Beim Wagendesign des M-10004 kamen letztmals die bereits im Jahre 1934 von Pullman-Standard für den M-10000 und M-10001 patentierten selbsttragenden Wagenkästen mit trapezförmigem (jedoch wie beim parallel gebauten M-10002-Triebzug um fast 1/4 m auf ca. 2,93 m verbreiterten) Querschnitt in genieteter Leichtbauweise aus Duraluminium zur Anwendung, während der völlig neu konstruierte Triebkopf dieses Mal aus Stahlblechen gefertigt wurde und ein konventionelles Fahrzeugprofil aufwies, was in der Zugkomposition durch den nicht bündigen Übergang zwischen Antriebs- und Wagenteil auch optisch deutlich erkennbar war.
Die Zugspitze des fast 221 m langen Zuges bestand aus einem Maschinenwagen und einem fest gekuppelten als „Booster“ bezeichneten zweiten Maschinenwagen. Während beim M-10002 der zweiteilige Triebkopf zwar als autonome Antriebseinheit zumindest formal als Lokomotive angesehen werden konnte, vermittelte erst das neuartige Design des M-10004 auch optisch das werbewirksame Bild einer kraftvollen modernen Lokomotive. Der markante langgestreckte Vorbau und der hochliegende zurückgesetzte Führerstand mit zwei breiten Panoramascheiben sollte auch die passive Sicherheit auf den zahlreichen Bahnübergängen, wo Zusammenstöße mit Straßenfahrzeugen nicht auszuschließen waren, deutlich erhöhen. Lediglich die überdimensionierten Lüftungsgitter am Bug des Triebkopfs erinnerten noch etwas an die Vorgänger M-10000, M-10001 und M-100002.
Anders als beim M-10002 verfügte der M-10004 erstmals über zwei gleich starke Maschinenanlagen, für die Electro Motive Company (EMC) zwei 1.200 PS (890 kW) starke V16-Zylinder Winton 201-A Dieselmotoren geliefert hatte. Bremskompressor, Hauptgenerator, Steuertechnik sowie die in den acht Achsen der vier Drehgestelle angeordneten elektrischen Fahrmotoren stammten erneut von General Electric. 
Die nachfolgenden, mit Klimaanlage versehenen neun Wagenelemente entsprachen denen des zeitgleich gebauten dritten Triebzug M-10002 und bildeten wiederum eine auf Jakobs-Drehgestellen fest miteinander verbundene gelenkige Zugeinheit. Dem Gepäck- und Postwagen folgte ein Vorrats- und Küchenwagen, ein Speisewagen mit 40 Plätzen im Restaurant- und 17 Plätzen im Lounge-Bereich. Vier Pullman-Wagen boten insgesamt 82 Schlafplätze, verteilt auf 11 offene und 22 „Roomette“-Sektionen, die nachts durch Schiebetüren vom Mittelgang abgetrennt werden konnten, sowie neun Single/Double-Abteile mit eigenen Toiletten und Waschmöglichkeiten. Dem schloss sich ein Großraumwagen mit 48 und ein Schlusswagen mit 38 Sitzplätzen an. Im Wagenende, zum letzten Mal wie beim M-10000, M-10001 und M-10002 im fensterlosen „Wespen-Design“, war das Zugbuffet mit kleiner Bordküche angeordnet.

## Einsatzgeschichte
Die Entstehungs- und Einsatzgeschichte der Gelenkwagen des vierten UP-Stromlinienzugs M-10004 ist eng mit der des dritten Zuges M-10002 verwoben. Der Bau des M-10004-Triebkopfs erfolgte parallel zu den nahezu typengleichen Maschinenwagen UP M-10003 bis M-10006. Im Verlauf von 16 Jahren fanden der M-10004-Triebzug komplett oder in Teilen bei allen der vier von Chicago ausgehenden transkontinentalen Union Pacific-Stromlinienzugverbindungen Verwendung. 
Im November 1933 hatte die Union Pacific bei Pullman-Standard zwei Achtwagenzüge und zwei Triebköpfe bestellt. Zunächst war vorgesehen, die Nachtzugreisenden von dem Küchenwagen aus direkt am Platz zu bedienen und die Tageszugreisenden vom Buffet am Zugschluss zu versorgen. Um nach zwischenzeitlicher Änderung dieses Servicekonzeptes einen Umbau wie beim M-10001 noch zu vermeiden, erweiterte die UP im März 1935 ihren Auftrag um zwei weitere Antriebseinheiten und zwei Speisewagen. 
Durch die Nachbestellung und die damit verbundene grundlegende Änderung des Triebkopfdesigns blieb bei der UP die zunächst für den vierten Triebzug vorgesehene Fahrzeugnummer M-10003 zunächst unbesetzt und wurde erst später einer Reserveeinheit zugeordnet. Als zweiter der beiden Züge aus dieser Bestellung war der für den neuen Zuglauf des „City of San Francisco“ bestimmte Triebkopf dann im Mai 1936 fertiggestellt und als M-10004 an die Union Pacific ausgeliefert.

### City of San Francisco
Einen Monat nachdem auf der eigenen Union-Pacific-Strecke ins südliche Kalifornien der „City of Los Angeles“ seinen Betrieb aufgenommen hatte, startete am 14. Juni 1936 mit dem M-10004 der vierte Union Pacific-Stromlinienzug als „City of San Francisco“ den transkontinentalen Nachtzugdienst und verkürzte fortan auch die Fahrzeit ins nördliche Kalifornien auf 39 Stunden und 45 Minuten. 
Da die UP östlich von Omaha keine eigenen Strecken besaß, wurde der Zug von und nach Chicago in Kooperation mit der Chicago & North Western (C&NW) betrieben. Ab Ogden war die Southern Pacific (SP) für die Betriebsführung bis Oakland verantwortlich, wo Fähranschluss nach San Francisco bestand. Wie zuvor bereits beim 1935 aufgenommenen „City of Portland“ und dem „City of Los Angeles“ waren auch beim „City of San Francisco“ mit nur einer Zugeinheit lediglich fünf Fahrzeugumläufe pro Monat möglich.
Der M-10004 verkehrte bis zum 2. Januar 1938 als „City of San Francisco“ und wurde danach von einer dreiteiligen EMC E2-Diesellokomotive und einem 791 t schwerere 14-Wagen-Zug ersetzt.

### City of Los Angeles
Alleinstellungsmerkmal des für den „City of Los Angeles“ modifizierten M-10004-Triebzugs war am Zugschluss der einzigartige Oberservation Lounge-Wagen „Copper King“ mit kreisrunden bullaugenartigen Fenstern, der als Umbau aus dem Gepäckwagen 12202 entstanden war. Auch die Innenausstattung von Speise- und Küchenwagen wurden umgestaltet und der ehemalige Schlusswagen in einen Zwischenwagen umgebaut. Nachdem in die Zugkomposition der Vorrats-/Gepäckwagen 11700 vom „City of Denver“-Stromlinienzug M-10005 sowie das Schlafwagenelement „Mormon Trail“ aus dem vom „City of Los Angeles“-Umlauf abgezogenen dritten Stromlinienzug eingefügt worden waren, übernahm im August 1938 der in LA-4 umgezeichnete vierte Stromlinientriebzug den bisher vom M-10002 erbrachten zweiten „City of Los Angeles“-Umlauf. 
Bereits im April 1939 ersetzen zwei als LA-5 + LA-6 bezeichnete EMD E3-Lokomotiven den zweiteiligen Triebkopf LA-4 A+B (ex M-10004 A+B) und befördern bis August 1941 die elfteilige Gelenkwageneinheit.

### City of Portland
Ab August 1941 wechselte die von den E3-Dieselloks geführte Zugkompositionen in den Dienst des „City of Portland“. Im Oktober 1941 reihte die UP vom M-10002 auch die Wagenelemente „Santa Anita“ und 10403 in den inzwischen nur noch als Reserve vorgehaltenen vierten Gelenkwagenzug ein. Im Dezember 1943 folgten vom dritten Gelenkwagenzug die Elemente „Cinema“ und „Boulder Canyon“ im Februar 1946. Die so zuletzt 15-teilige Wageneinheit schied am 23. Februar 1947 aus dem Betrieb des „City of Portland“ und wurde als Reserve abgestellt.

### City of Denver
Eine Reaktivierung des als Betriebsreserve abgestellten vierten Gelenkwagenzuges erfolgte vom 1. Oktober 1947 wegen einer bis zum Frühjahr 1948 andauernden Revision der regulären Einheiten des „City of Denver“. Alle Wagen wurden 1951 verschrottet.

### Booster CD-06C und CD-05C
Den im April 1939 vom „City of Los Angeles“-Umlauf abgezogenen zweiteiligen Triebkopf LA-4 A+B (ex M-10004 A+B) trennte die Union Pacific in zwei Teile und baute sie in die beiden Booster CD-06C und CD-05C um, die ab August bzw. September 1939 die bisherigen Antriebseinheiten des „City of Denver“ verstärkten. Zwischen Januar und März 1953 schieden die Booster zusammen mit den ehemaligen Triebköpfen UP M-10003 bis M-10006 und den beiden Wageneinheiten des fünften und sechsten Stromlinienzuges aus dem Dienst und wurden noch im gleichen Jahr zerlegt.